# Junioren-Badmintonasienmeisterschaft U15
Juniorenasienmeisterschaften im Badminton sind die kontinentalen Titelkämpfe des Badminton-Nachwuchses der Altersklasse U15 in Asien. Sie finden seit 2006 jährlich statt, legten jedoch durch die COVID-19-Pandemie 2020 und 2021 eine unfreiwillige Pause ein.

## Austragungsorte
| Jahr | Edition | Stadt      | Land                | Disziplinen |
| ---- | ------- | ---------- | ------------------- | ----------- |
| 2006 | 1       | Tomioka    | Japan               | 4           |
| 2007 | 2       | Narita     | Japan               | 4           |
| 2008 | 3       | Chiba      | Japan               | 4           |
| 2009 | 4       | Chiba      | Japan               | 4           |
| 2010 | 5       | Chiba      | Japan               | 4           |
| 2011 | 6       | Chiba      | Japan               | 4           |
| 2012 | 7       | Dongguan   | Volksrepublik China | 4           |
| 2013 | 8       | Kudus      | Indonesien          | 5           |
| 2014 | 9       | Bangkok    | Thailand            | 5           |
| 2015 | 10      | Kudus      | Indonesien          | 5           |
| 2016 | 11      | Kudus      | Indonesien          | 5           |
| 2017 | 12      | Rangun     | Myanmar             | 5           |
| 2018 | 13      | Mandalay   | Myanmar             | 5           |
| 2019 | 14      | Surabaya   | Indonesien          | 5           |
| 2022 | 15      | Nonthaburi | Thailand            | 5           |
| 2023 | 16      | Chengdu    | Volksrepublik China | 5           |
| 2024 | 17      | Chengdu    | Volksrepublik China | 5           |

## Titelträger
| Jahr      | Herreneinzel           | Dameneinzel               | Herrendoppel                                      | Damendoppel                                  | Mixed                                              |
| --------- | ---------------------- | ------------------------- | ------------------------------------------------- | -------------------------------------------- | -------------------------------------------------- |
| 2006      | Hiroki Takeuchi        | Natsumi Uratani           | Choi Seung-il Kim Min-ki                          | Ayumi Mine Kurumi Yonao                      | nicht ausgetragen                                  |
| 2007      | Lee Chun Hei           | Lee So-hee                | Lee Chun Hei Ng Ka Long                           | Lee So-hee Shin Seung-chan                   | nicht ausgetragen                                  |
| 2008      | Kim Dong-tak           | Lee So-hee                | Kim Dong-tak Jun Bong-chan                        | Lee So-hee Kim Ji-won                        | nicht ausgetragen                                  |
| 2009      | Sitthikom Thammasin    | Soikhaimuk Hoongchookeat  | Takuro Hoki Yuki Nakazato                         | Chisato Hoshi Ayako Sakuramoto               | nicht ausgetragen                                  |
| 2010      | Jonatan Christie       | Aya Ohori                 | Jeka Wiratama Rafidias Akhdan Nugroho             | Shim Jae-rin Lee Sun-min                     | nicht ausgetragen                                  |
| 2011      | Lee Jun-su             | Akane Yamaguchi           | Choi Jong-woo Seo Seung-jae                       | Chiharu Shida Akane Yamaguchi                | nicht ausgetragen                                  |
| 2012      | Chen Jinlin            | Pornpawee Chochuwong      | Tan Jia Wei Ooi Zi Heng                           | Kim Hyang-im Kim Hye-jung                    | nicht ausgetragen                                  |
| 2013      | Siril Verma            | Yeo Jia Min               | Rinov Rivaldy Rifku Nur Alam                      | Seong Ah-yeong Seong Na-yeong                | Rinov Rivaldy Vania Arianti Sukoco                 |
| 2014      | Kunlavut Vitidsarn     | Pattarasuda Chaiwan       | Chia Wei Jie Chang Yee Jun                        | Park Ga-eun Lee Yu-rim                       | Kunlavut Vitidsarn Pattarasuda Chaiwan             |
| 2015      | Kodai Naraoka          | Pattarasuda Chaiwan       | Setthanan Piyawatcharavijit Kunlavut Vitidsarn    | Metya Inayah Cindiani Indah Cahya Sari Jamil | Kunlavut Vitidsarn Pattarasuda Chaiwan             |
| 2016      | Muhamad Akbar Firdaus  | An Se-young               | Lee Hak-joo Lee Sang-hyup                         | Lee So-yul Yoon Ye-lim                       | Ko Shing Hei Lui Lok Lok                           |
| 2017      | Riki Takei             | Samiya Imad Farooqui      | Muhammad Fazriq Mohamad Razif Ong Zhen Yi         | Pornpicha Choeikeewong Pornnicha Suwatnodom  | Muhammad Ridwanul Arifin Fadillah Nur Hidayah      |
| 2018      | Kuo Kuan-lin           | Hina Akechi               | Justin Hoh Shou Wei Muhammad Fazriq Mohamad Razif | Meghana Reddy Mareddy Tasnim Mir             | Muhammad Putra Erwiansyah Febi Setianingrum        |
| 2019      | Alwi Farhan            | Tasnim Mir                | Jonathan Farrell Gosal Adrian Pratama             | Kim Min-ji Kim Min-seon                      | Yudai Okimoto Nao Yamakita                         |
| 2020 2021 | nicht ausgetragen      | nicht ausgetragen         | nicht ausgetragen                                 | nicht ausgetragen                            | nicht ausgetragen                                  |
| 2022      | Yih Chung-hsiang       | Anyapat Phichitpreechasak | Jeong Da-hwan Na Seon-jae                         | Yataweemin Ketklieng Passa-Orn Phannachet    | Huang Tzu-yuan Kung Chia-yi                        |
| 2023      | Bornil Aakash Changmai | Meisa Anami               | Shunki Hagiwara Mahiro Matsumoto                  | Zhang Yixin Zhao Xinyi                       | Tachin Wiriyachairerk Phattharin Aiamvareesrisakul |
| 2024      | Qian Jiaxing           | Tanvi Patri               | Chen Yu-xiang Kao En-chi                          | Lee Yun-seo Park Yoo-jeong                   | Seo Hyun-kyu Park Yoo-jeong                        |